# Solanum nigricans
Solanum nigricans är en potatisväxtart som beskrevs av Martin Martens och Henri Guillaume Galeotti. Solanum nigricans ingår i släktet skattor som ingår i familjen potatisväxter. Inga underarter finns listade i Catalogue of Life.